# Agrilus eleanorae
Agrilus eleanorae es una especie de insecto del género Agrilus, familia Buprestidae, orden Coleoptera. Fue descrita científicamente por Fisher, 1928.
Se encuentra en el sudoeste de Estados Unidos y en México. Los adultos se encuentran en Acacia, Ebenopsis (Fabaceae).